# Katalin-papagáj
A Katalin-papagáj (Bolborhynchus lineola) a madarak osztályának papagájalakúak (Psittaciformes) rendjébe és a papagájfélék (Psittacidae) családjába tartozó faj.
Magyarországon még kevésbé ismert, Nyugat-Európában már közkedvelt háziállatnak számít. Elsősorban csendes, szeretetreméltó viselkedésével és jó beszédutánzó képességével hódít.

## Rendszerezése
A fajt John Cassin amerikai ornitológus írta le 1853-ban, a Psittacus nembe Psittacula lineola néven. Egyes szervezetek még a jákópapagáj-formák (Psittacinae) alcsaládjába sorolják.

## Előfordulása
Közép- és Dél-Amerika madara. Jellemzően az Andok keleti lejtőin él, Közép-Perutól, Nyugat-Venezueláig, északra pedig egészen Dél-Mexikóig honos.
Természetes élőhelyei a szubtrópusi vagy trópusi hegyi esőerdők és magaslati cserjések. Nomád faj.

## Megjelenése
Átlagos testhossza 18 centiméter, testtömege 42-59 gramm. Alapszíne zöld, a fejtető elülső része kékes, háti felülete olajszín-árnyalatú. A fejtető kivételével, a háti felületén mindegyik tollnak fekete szegélye van, ami sajátságos csíkozottságot ad. Torka, begyének közepe és hasa sárgászöld, begyének oldalsó felülete és lágyéka olajzöld, feketés csíkozottsággal. A szárnya 10,5 cm hosszú, orma fekete, a kis és középső szárnyfedőkön széles, fekete szegély van, az evezők külső zászlói fűzöldek, alsó felületük, valamint az alsó szárnyfedők kékeszöldek. Az alsó farkfedők sárgászöldek, minden toll csúcsán fekete pöttyel, a farka 5,5 cm hosszú, sötétzöld, felső felületén a tollak csúcsa fekete. Írisze sötétbarna, viaszhártyája fehéres, a csőre 1,2 cm hosszú, szaruszínű, némi rózsaszínű árnyalattal, a lába hússzínű. Átlagéletkora 10 év. A hímek csíkozottsága erőteljesebb.

## Életmódja
Kicsiny - kb. 10 fős - csoportokba verődve rejtőzködik a hegyvidéki erdőségekben, 600–3000 m tengerszint feletti magasságban. A változó körülmények miatt gyakran kénytelen helyet változtatni. A röpte iránytartó és nagyon gyors, az erdők lombkoronája felett repül, közben csivitel. Táplálkozása közben nyugodt, a megfigyelőt a közelébe engedi. Tápláléka magvak, gyümölcsök, bogyók, levelek és virágok.

## Színváltozatai
Normál zöld, sötétzöld, olívazöld, türkiz, kobaltkék, mályva (szürke), lutinó (sárga), creminó (krémszínű) és fahéj színű.

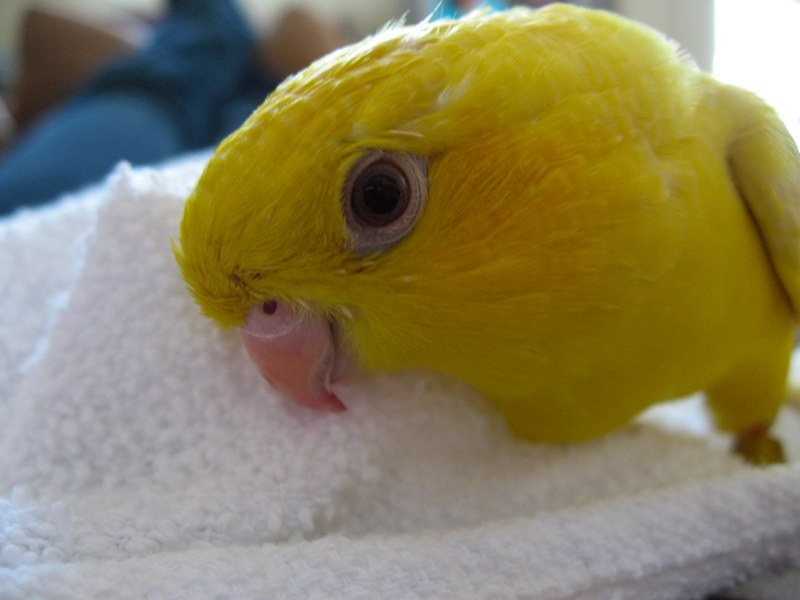
Lutinó
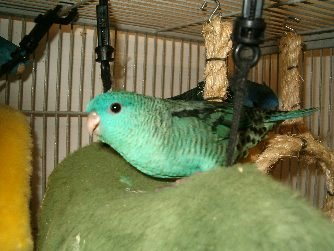
türkiz
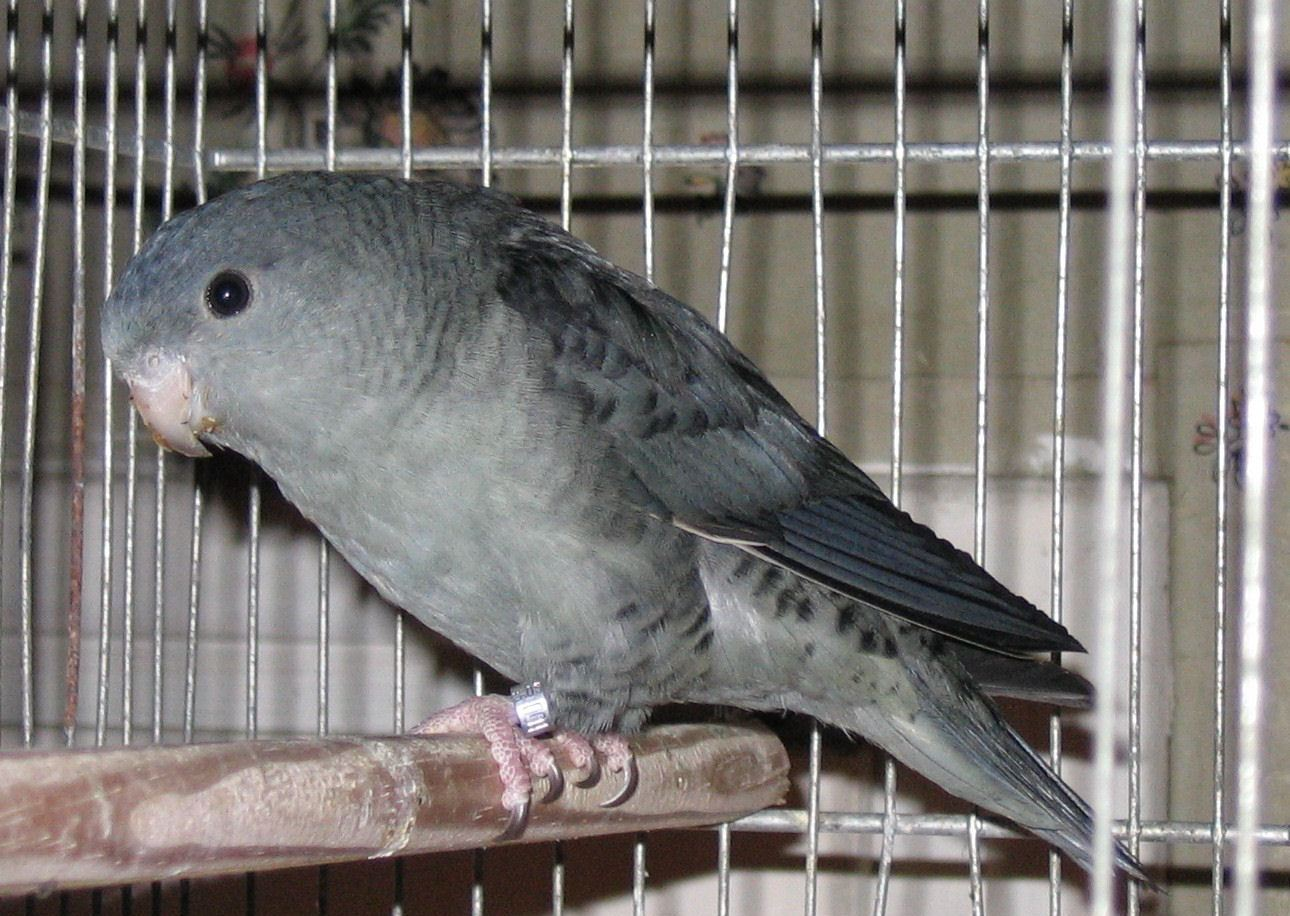
mályva
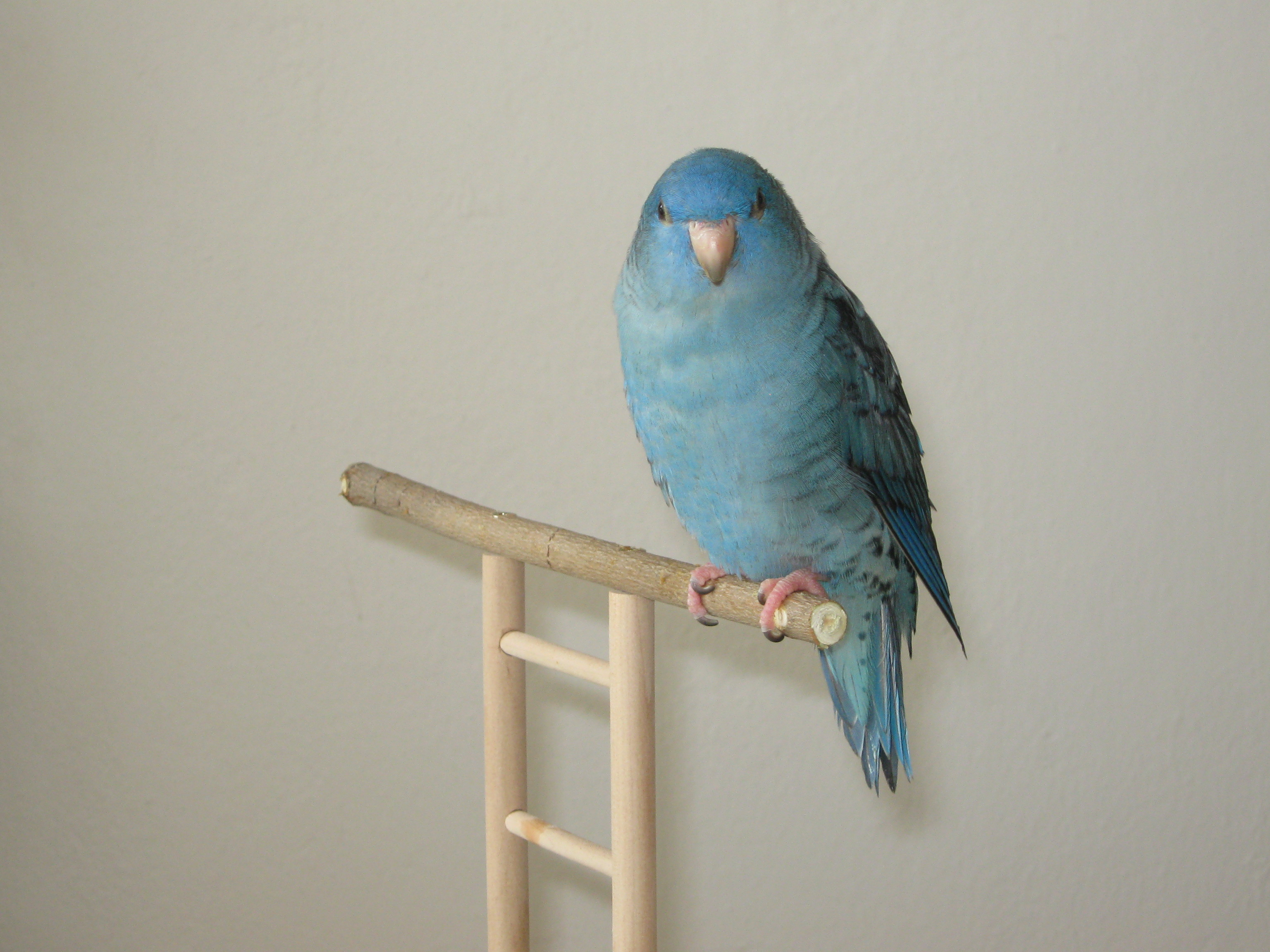
és kobaltkék

## Szaporodása
Egyéves korára válik ivaréretté. A nemek meghatározásának a legismertebb módja a faroktollak színezettségének vizsgálata. A hímek farktollainak vége feketébb, mint a nőstényeké. A zöld szín kivételével bizonytalan ez a típusú nemmeghatározás, főleg a lutinó és creminó színek esetében. Többnyire az őszi-téli hónapokban költ odvakban. A fa oldalában talált odúnyílást a csőrével alakítja ki a kívánt méretűre. Fészekalja átlagban 4-5 tojás, ezek mérete: 20x16 mm.

## Tartása, fészkeltetése
Nem igényel akkora helyet, mint nagyobb testű rokonai, más madarakkal könnyen megfér, békés, nyugodt természetű madár. Akár nagyobb kalitkában is költésre bírható, de tenyésztési célokra inkább társas röpde (volier) javasolt. Fagymentes helyen átteleltethető, de védőházról gondoskodni kell. Tilos egyedül tartani, mivel társas állatok, egyedül tartás esetén többek között a depresszió, öncsonkítás, agresszív viselkedés veszélye is fenn áll. Magyarországon még nem elterjedt madár, Nyugat-Európában mégis nagyon közkedvelt, mert kiválóan tudják utánozni a hangokat, és sokkal szelídebb is, mint a legnépszerűbb papagájfajta, a hullámos papagáj . Kedves, békés madár, amely szinte sohasem rikácsol, inkább csak "recseg". Ha a szobában szabadon engedjük, nem tesz semmiben kárt, valóban ideális szobatárs. Könnyen költésre bírható, kolóniában is költ. Kotlási idő kb. 20 nap, a kirepülési idő 6 hét körül van. A nimfapapagáj odúja megfelelő részére, ezt töltsük fel 4–5 cm magasságig korhadó fadarabkákkal vagy faforgáccsal. Feltápláláskor még több zöld eleséget adjunk nekik. Évente három kotlás is lehetséges, de ez a tojó idő előtti elöregedése miatt nemkívánatos.

## Természetvédelmi helyzete
Az elterjedési területe rendkívül nagy, egyedszáma pedig stabil. A Természetvédelmi Világszövetség Vörös listáján nem fenyegetett fajként szerepel.